# 2016年吉布提總統選舉
2016年吉布提總統選舉于2016年4月8日举行，現任總統伊斯梅爾·奧馬爾·蓋萊競逐連任第四個任期，在第一輪投票中取得87%的選票。

## 選舉制度
吉布提总统選舉採两轮选举制，2010年憲法修改後，每次總統任期由6年縮短至5年，但取消任期限制。

## 候選人
現任總統伊斯梅爾·奧馬爾·蓋萊參加選舉以獲得第四個任期，外界認為他很大機會戰勝他的六個對手。多數派總統聯盟相信蓋萊會贏得壓倒性的勝利，避免第二輪選舉 。
七個反對黨組成的救國聯盟聲稱選舉缺乏透明度，其中三個黨決定抵制選舉，另外兩個黨派出自己的候選人穆罕默德·達烏德謝希姆（Mohamed Daoud Chehem）和奧馬爾·埃爾米·卡維（Omar Elmi Khaireh）參與競逐。
三個獨立候選人也參加選舉：賈馬·阿卜杜拉赫曼·賈馬（Djama Abdourahman Djama）、穆罕默德·穆薩·阿里（Mohamed Moussa Ali）及哈桑·伊德里斯·艾哈邁德（Hassan Idriss Ahmed）。

## 爭議

### 驅逐記者
BBC記者組成的團隊採訪吉布提外交部長和反對黨候選人時被警方拘留。記者聲稱他們有適當文件以在國內工作，但被質疑八個小時後被驅逐出境。英國廣播公司至今仍未獲得吉布提政府的官方聲明，而2015年吉布提的新闻自由指数獲得180分中的170分（即不自由）。

## 選舉結果
| 候選人                 | 政黨             | 得票    | %     |
| ---------------------- | ---------------- | ------- | ----- |
| 伊斯梅爾·奧馬爾·蓋萊   | 爭取進步人民聯盟 | 112,258 | 86.68 |
| 奧馬爾·埃爾米·卡維     | 救國聯盟         | 9,474   | 7.32  |
| 穆罕默德·達烏德謝希姆  | 救國聯盟         | 2,959   | 2.28  |
| 穆罕默德·穆薩·阿里     | 無黨籍           | 1,982   | 1.53  |
| 哈桑·伊德里斯·艾哈邁德 | 無黨籍           | 1,805   | 1.39  |
| 賈馬·阿卜杜拉赫曼·賈馬 | 無黨籍           | 1,029   | 0.79  |
| 廢票/空白票            | 廢票/空白票      |         | –     |
| 總計                   | 總計             |         | 100   |
| 登記選民/投票率        | 登記選民/投票率  | 187,090 |       |
| 來源：Yeclo            |                  |         |       |